# The Leaving Song, Pt. II
The Leaving Song, Pt. II è il singolo della band punk rock AFI, pubblicato nel 2003 dall'album Sing the Sorrow. La canzone compare anche in Madden NFL 2004.

## Video musicale
Il video è stato diretto da Marc Webb, ed è stato registrato in un vecchio magazzino a Los Angeles nel maggio 2003. Il video inizia con una piccola clip di Jade che intona le prime note della canzone. Vengono poi prese a calci chitarra e batteria, mentre i membri si preparano a suonare. Come il coro che inizia, vediamo lo show con un violento e crudele pogo. Verso la fine i membri camminano fuori dallo stage e la canzone finisce.